# Shigeru Inoda
| Asteroidi scoperti: 17  | Asteroidi scoperti: 17 | Asteroidi scoperti: 17 |
| ----------------------- | ---------------------- | ---------------------- |
| 3394 Banno              | 16 febbraio 1986       |                        |
| 3902 Yoritomo           | 14 gennaio 1986        | [1]                    |
| 3950 Yoshida            | 8 febbraio 1986        | [1]                    |
| 5242 Kenreimonin        | 18 gennaio 1991        | [1]                    |
| 5851 Inagawa            | 23 febbraio 1991       | [1]                    |
| 6197 Taracho            | 10 gennaio 1992        | [1]                    |
| 6211 Tsubame            | 19 febbraio 1991       | [1]                    |
| 6233 Kimura             | 8 febbraio 1986        | [1]                    |
| 6270 Kabukuri           | 18 gennaio 1991        | [1]                    |
| 6324 Kejonuma           | 23 febbraio 1991       | [1]                    |
| 6725 Engyoji            | 21 febbraio 1991       | [1]                    |
| 6786 Doudantsutsuji     | 21 febbraio 1991       | [1]                    |
| (7764) 1991 AB          | 7 gennaio 1991         | [1]                    |
| (7874) 1991 BE          | 18 gennaio 1991        | [1]                    |
| 9178 Momoyo             | 23 febbraio 1991       | [1]                    |
| (15738) 1991 DP         | 21 febbraio 1991       | [1]                    |
| (43795) 1991 AK1        | 15 gennaio 1991        | [1]                    |
| - [1] con Takeshi Urata |                        |                        |

Shigeru Inoda (伊野田繁; 1955 – 2008) è stato un astronomo giapponese.
Il suo nome può essere anche scritto Shigeshi, ma Inoda usa Shigeru.
Ha scoperto alcuni asteroidi, quasi tutti in collaborazione con Takeshi Urata. L'asteroide 5484 Inoda è stato battezzato in suo onore . 